# Lesicze
Lesicze (bułg. Лесиче) – wieś w Bułgarii, w obwodzie Wielkie Tyrnowo, w gminie Elena. Wieś wymarła.